# Сенгерр
Сенгерр (исп. Río Senguerr) — река в аргентинской провинции Чубут. Длина реки — около 340 километров.
Вытекает из озера Фонтана ледникового происхождения, лежащего на высоте 925 метров над уровнем моря. От истока течёт в восточном направлении, после впадения реки Хеноа поворачивает на юг. В низовьях огибает горы Сьерра-Сан-Бернардо с южной стороны, течёт на север, протекает через озеро Мустерс и впадает в Колуэ-Уапи несколькими рукавами на высоте 252 метра над уровнем моря.
Основные притоки — Гато (левый), Арройо-Верде (правый), Хеноа (левый), Тачо (правый), Майо (правый).
Крупные населённые пункты на реке — Альто-Рио-Сенгер в верховьях, Факундо в среднем течении и Сармьенто около устья.
Среднегодовое количество осадков в бассейне реки составляет 150—200 мм, в верхней части долины в холодное время года бывают снегопады.